# ОШ „Петар Петровић Његош” Теслић
ОШ „Петар Петровић Његош” је једна од основних школа на подручју општине Теслић. Налази се у Улици Карађорђева 19 у Теслићу. Име је добила по Петру Петровићу Његошу српском православном владици, књижевнику и филозофу.

## Историјат
Основна школа „Петар Петровић Његош“ у Теслићу почела је са радом школске 1950/1951. године као Државна реална гимназија. Она је тада бројала 211 ученика распоређених у пет одјељења која су бројала између 40 и 45 ученика. Школске 1956/1957. године формирана је Народна осмогодишња  школа, спајањем Основне школе и Ниже реалне гимназије. Те године школа је имала 760 ученика (476 дјечака и 284 дјевојчице), а у школи је радило 11 учитеља и 11 наставника. Десет година каснија школа добија назив „Младост“ који је носила све до 1992. године када мијења име у „Петар Петровић Његош“. Стари објекат школе дограђиван је у више наврата. У нови објекат школа се преселила почетком 21. вијека, а стари је порушен, изузев сале и монтажног дијела који је још неко вријеме био у употреби. Нова и модерна сала изграђена је 2021. Осим централне школе у саставу су и двије подручне јединице на Руднику и Бањи Врућици које имају по пет одјељења. Школску 2021/2022. годину школа је почела са 882 ученика распоређена у 43 одјељења и 89 запослених од којих 62 чини наставно особље.